# Accademia Lorenzo Perosi

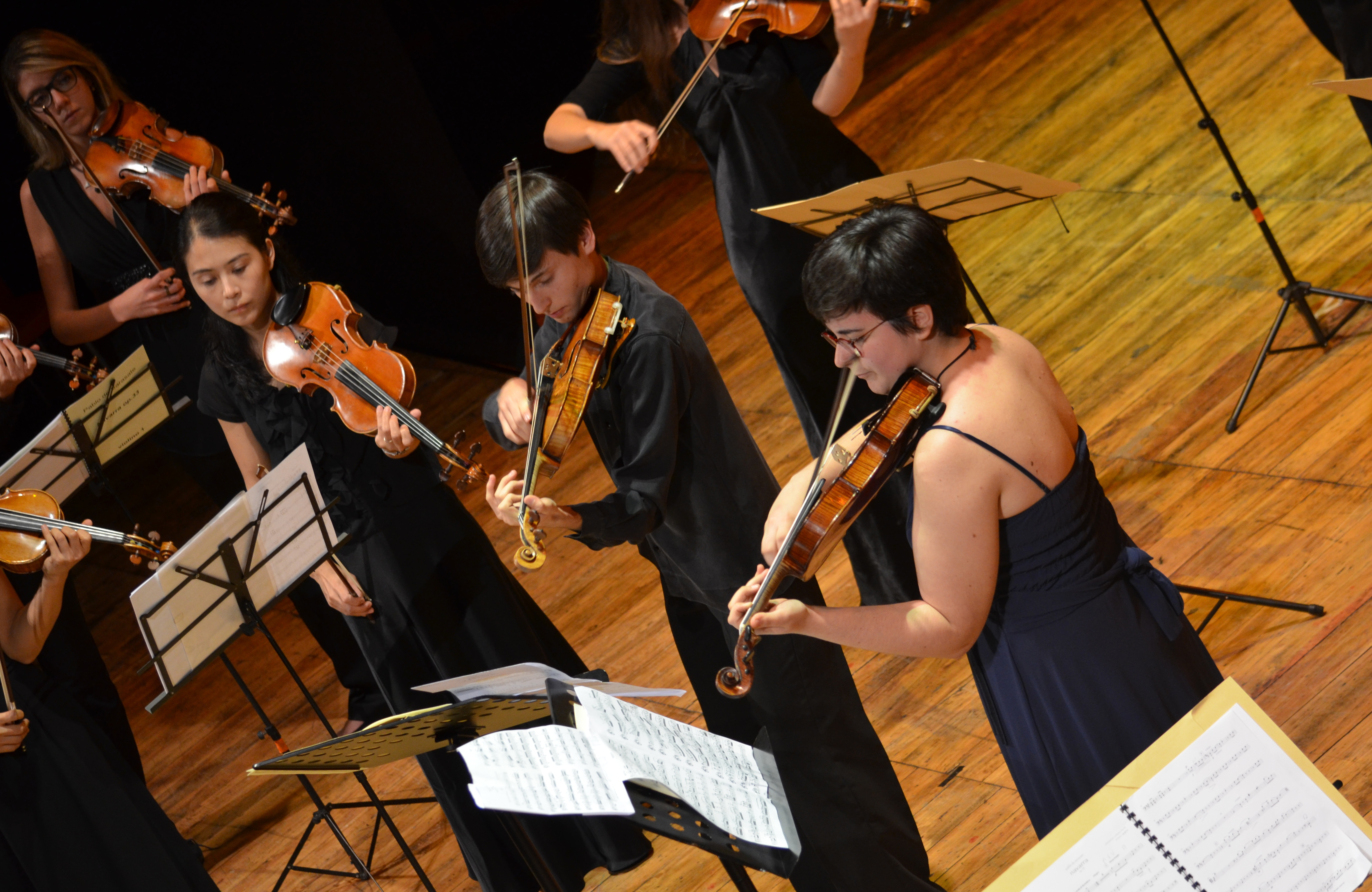
Il perosiensemble in concerto a Biella

Laboratorio di Liuteria in [http://www.accademiaperosi.org/categorie-corsi/3/corsi-speciali-master-classes.html Accademia Perosi

La Fondazione Accademia Perosi è un'istituzione musicale di Biella, sostenuta dal MiBAC.
Fondata nel 1984 da Giorgio Giacomelli, svolge corsi di perfezionamento a giovani musicisti classici e ha sede all'interno di Palazzo Gromo Losa, stabile di proprietà della Fondazione CRB.

## Storia
Nel 1973 nasce l'Istituto Musicale “Lorenzo Perosi” di Biella. La sede è, a quel tempo, nel Chiostro di San Sebastiano, ora Museo del Territorio. 
Nel 1976 inizia ufficialmente la prima stagione dell'attività concertistica del Perosi denominata "I Concerti dell'Accademia".
Fra i musicisti coinvolti, Katia Ricciarelli, Aldo Ciccolini, Paul Badura-Skoda, Ramin Bahrami, Andrea Lucchesini, Pavel Berman, Xavier De Maistre, Franco Gulli, Pina Carmirelli, Bruno Canino, Augustin Dumay, Michel Dalberto, il Trio di Tokyo, il Johann Strauss Ensemble di Vienna, l'Orchestra del Teatro Regio di Torino, l'Orchestra di Arad e il coro di Timisoara, l'Ensemble Instrumental di Grenoble, l'Orchestra Sinfonica Nazionale della Rai.
Nel 1984 nasce l'Accademia Internazionale Superiore di Musica "Lorenzo Perosi" di Biella, oggi Accademia di Alta Formazione Artistica e Musicale. I primi musicisti chiamati a ricoprire le cariche di docenti furono Aldo Ciccolini, Corrado Romano, Aldo Bennici, Angelo Gilardino, Franco Donatoni, Peter-Lucas Graf, Antony Pay e Adriano Vendramelli.
Nel corso degli anni hanno fatto parte del corpo docente dell'Accademia anche Lazar Berman, Paul Badura Skoda, Antônio Meneses, Giuseppe Ettorre, Thomas Friedli, Konstantin Bogino, Robert Cohen, Azio Corghi, Ana Chumachenco, Davide Formisano, Marco Rizzi, Pavel Berman.
Fra gli studenti, si ricordano Roberto Ranfaldi, primo violino di spalla dell'Orchestra Sinfonica Nazionale della Rai, Stefano Vagnarelli, primo violino di spalla del Teatro Regio di Torino, Rossana Rossignoli, Roberto Cominati, Alessandro Fantini, Luigi Picatto, Cristiano Porqueddu, Giulio Tampalini, Giuseppe Gibboni, vincitore del 56º Premio Paganini di Genova.
Nel 2003 l'Accademia si trasforma in onlus ottenendo il riconoscimento della personalità giuridica dalla Prefettura di Biella e tre anni più tardi prendono il via le pubblicazioni editoriali e discografiche dell'Accademia con due libri dello scrittore Sandro Cappelletto intitolati Mozart. La prima biografia e Oliver Messiaen. L'angelo del tempo. Dello stesso autore, nel 2014, l'Accademia Perosi pubblica il libro Da straniero inizio il cammino, Schubert, l'ultimo anno. Le pubblicazioni musicali sono invece orientate ad un repertorio cameristico.
Sotto il coordinamento dell'Ambasciata Italiana a Tel Aviv, nel 2011 l'Accademia gestisce la Tournée dell'Orchestra dei Talenti Musicali (compagine nata da un progetto di Fondazione CRT) in Israele, in occasione della visita del Presidente della Repubblica Giorgio Napolitano per le celebrazioni dei 150 anni dell'Unità d'Italia. 
Nel 2014 i concerti dell’accademia ricevono la Medaglia del Presidente della Repubblica Giorgio Napolitano.